# Ернст-Вернер Швірлей
Ернст-Вернер Швірлей (нім. Ernst-Werner Schwirley; 7 червня 1919, Бішофсбург — 29 січня 1975, Бергіш-Гладбах) — німецький офіцер-підводник, оберлейтенант-цур-зее крігсмаріне.

## Біографія
1 грудня 1939 року вступив на флот. З 1 травня по 29 червня 1941 року пройшов практику вахтового офіцера на підводних човнах 21-ї флотилії, з 30 червня по 19 грудня — курс підводника, з 20 грудня 1941 по 13 квітня 1942 року — курс командира взводу, після чого був направлений на будівництво U-413. З 3 червня 1942 року — 2-й, з 15 червня 1943 року — 1-й вахтовий офіцер на U-413, на якому взяв участь у чотирьох походах, під час яких були потоплені 4 кораблі загальною водотоннажністю 34 525 тонн. 1-15 грудня 1943 року пройшов курс позиціонування (радіовимірювання), з 16 грудня 1943 по 31 січня 1944 року — курс командира човна, з 1 лютого по 11 квітня — командирську практику на U-982. З 12 квітня 1944 року — командир U-982, на якому здійснив 1 похід (10-28 червня 1944). 16 липня 1944 року направлений на будівництво U-3510. З 11 листопада 1944 року — командир U-3510. 5 травня 1945 року наказав затопити човен в рамках операції «Регенбоген». 8 травня 1945 року взятий в полон британськими військами. 11 вересня 1945 року звільнений.

## Звання
- Кандидат в офіцери (1 грудня 1939)
- Морський кадет (1 травня 1940)
- Фенріх-цур-зее (1 листопада 1940)
- Оберфенріх-цур-зее (1 листопада 1941)
- Лейтенант-цур-зее (1 квітня 1942)
- Оберлейтенант-цур-зее (1 грудня 1943)

## Нагороди
- Нагрудний знак підводника (20 лютого 1943)
- Залізний хрест
  - 2-го класу (20 лютого 1943)
  - 1-го класу (24 листопада 1943)
- Фронтова планка підводника в сріблі (15 березня 1945)